# Ке Цзюси
Ке Цзюси (*柯九思, 1290 —1343) — китайський художник та поет часів династії Юань.

## Життєпис
Народився у 1290 році у провінції Чжецзян. Отримав гарну освіту, навчався живопису у майстра Лі Каня. Завдяки своїй вченості і художнім талантам він був помічений імператором Туг-Темуром, який призначив Ке начальником департаменту живопису і каліграфії у столичному Павільйоні Зірки літератури, де він служив як придворний експерт і куратор імператорської колекції. У похилі роки він пішов у відставку та перебрався до м. Сучжоу. де й помер у 1343 році.

## Творчість
Працював у жанрі «квіті і птахи». При цьому був найбільш майстром свого часу у зображені бамбука. Це були здебільшого монохромні малюнки. У своїй творчості намагався поєднувати стилі живопису та основи каліграфії. Найвідомішими є картини: «Бамбук з Цінбіге, написаний тушшю», «Подвоєний бамбук».

## Поезія
Ке Цзюси також був автором численних віршів. Більшість їх увійшло до збірки «Колекція Дань Цюшеня».